# Melchite

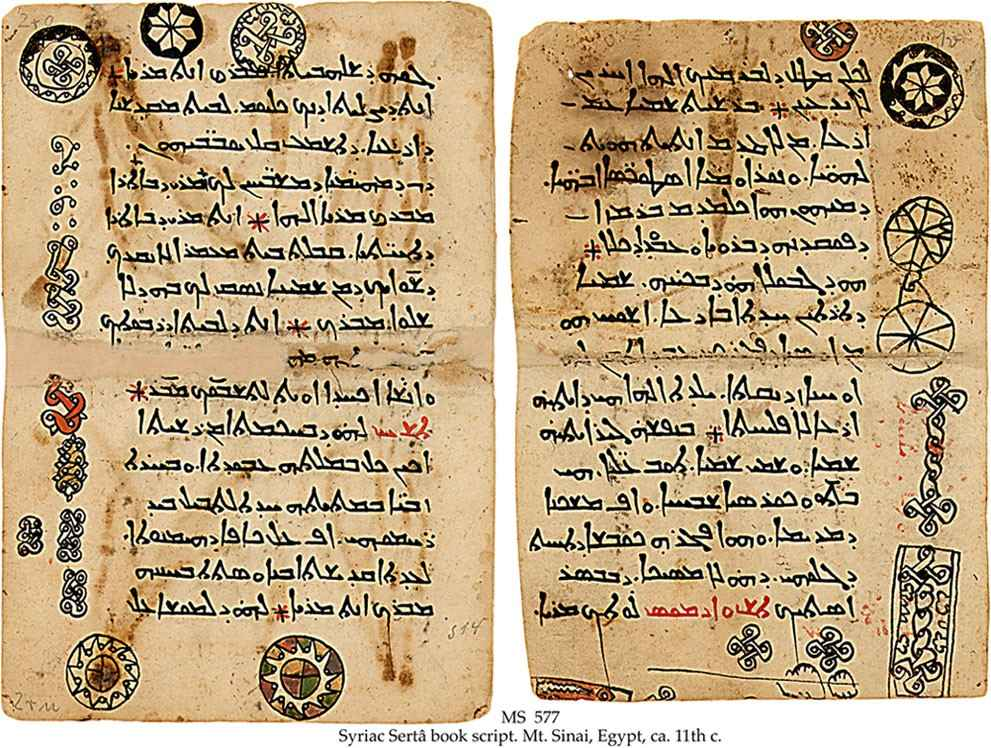
Manuscrit trouvé au Sinaï qui aurait été utilisé par les Melchites

Melchite, ou Melkite, est une appellation donnée par les Syriaques jacobites et les Coptes à ceux qui partagent les idées du concile œcuménique de Chalcédoine de 451. 

## Étymologie
Le terme qui, via le grec μελχίτης (melchitès) et le latin melchita, vient de malka, « empereur » ou « roi » en araméen, cognat de melch ou melech ('מלך') en hébreu et malik en arabe, soulignait ainsi leur soutien aux positions christologiques de l'empereur de Constantinople (le melech gréco-romain). Considérés comme des partisans de l'Empire byzantin, ils furent regardés avec suspicion par les conquérants perses puis arabes.

## Le concile chalcédonien
Il fut organisé sur ordre de l'empereur Marcien (450-457). Un grand nombre d'évêques étaient présents, venus particulièrement de l'Orient chrétien dont 17 des pays arabes. Le but de ce concile était de discuter, voire révoquer les instructions de Nestorius, rénovées par Eutychès. 
Le concile a conclu à des décisions très importantes que l'empereur approuva. Alors que le pape Léon encouragea seulement les décisions dogmatiques.
452 pères du concile approuvèrent ces décisions. Ceux qui ne rejoignirent pas ce point de vue sont les Jacobites ; ce sont eux qui appelèrent les précédents les melchites chalcédoniens. Les melchites sont donc en majorité ceux qui suivent les rites syriaques d'Antioche et ont reconnu les décisions du concile chalcédonien.
Agabios al-Manbiji al-Rumi, l'historien melchite, écrit dans son ouvrage : « et le roi Théodose junior mourut et Marcien prit le pouvoir sur le royaume... C’est sous son règne que le 4e concile de Chalcédoine eut lieu. Sache mon frère melchite que les syriaques détestent ce roi. » Et plus loin : « durant cette année, le roi de Perse cerna les habitants de la ville d'Edesse qui épousaient le point de vue melchite et les obligea à être jacobites. » « Héraclius vint à Edesse et ordonna aux chrétiens qu'ils reviennent au melchisme. Ce qu'ils firent. Seule une petite communauté resta jacobites. »
Selon l'historien copte Ibn al-'Amid en 1273 : « Marcien ordonna l'interdiction de l'évêque  Dioscore... Depuis, l'église se divisa en doctrine du roi Marcien (les melchites) et les jacobites selon la doctrine de Dioscore. » Al-Rahawi dit au sujet de Jean Ibn Abdoun, patriarche des syriaques jacobites de (1004 à 1040) : « quand six évêques et prêtres partirent à Constantinople, Jean l'évêque de Myafarqine le melchite fut parmi eux. », alors que Ibn al-Rāhib le copte écrit dans son histoire : « à l'époque du roi Marcien eut lieu le 4e concile de Chalcédoine durant la première année de son règne. 630 évêques étaient présents. »

## Les églises melchites
Le philosophe Yahya b'Adi disait : « les melchites enseignent que Jésus de Nazareth possède les deux natures divine et humaine. »
L'histoire démontre que les Melchites avaient des églises propres à eux et des patriarches. Yahya b. Sa'îd b. Yahya al-Antaki dit dans son ouvrage appelé Sirat tarikh Aotikiya : « Quant à la chaire d'Alexandrie, elle resta une année sans patriarche. La communauté chrétienne melchite d'Égypte choisit un moine de Musaysa qui s'appelait Isaac et habitait dans le désert de Sinaï. »
Dans un autre texte, il cite le nom d'une des églises melchites en Égypte, l'église Saint-Michel des melchites. Il parle aussi de l'existence de monastères melchites « Dair al-Qasr », monastère melchite situé sur le mont al-Muqattam, construit sur le tombeau de saint Arsène.
Durant les événements de l'année 370H/980C, al-Antaki cite le nom d'une autre église melchite au Caire : l'église de la Sainte Marie.
À la venue de l’islam, le mot « melchite » parut pour la première fois dans le sermon d'Omar Ibn al-Khattab à l'attention du patriarche de Jérusalem Sophronius le Damasquin et toute la communauté melchite. Ce sermon est une promesse où l'islam s'engage à protéger les chrétiens melchites. Ce document a disparu mais les historiens de l'islam ont su conserver une petite partie de la grande histoire melchite.
Ibn Khaldoun dit : « au sujet de leur croyance dans le Christ, les chrétiens se divisent en plusieurs communautés.  On y trouve les melchites, les jacobites et les nestoriens. Chaque communauté eut son propre patriarche. Le patriarche de Rome, qu'on appelle le pape, est de l'avis des melchites. »
Ibn Hazm, lui, assure que « la meilleure des communautés est la melchite ; c'est la doctrine de tous les rois chrétiens. »
Al-Biruni, dans al-athar al-baqiya 'an al-qurun al-khaliya, les cite : « les chrétiens se divisent en plusieurs communautés. La première d'entre elles est celle des melchites qui sont les Grecs. Ils furent nommés ainsi parce que le roi de Byzance est de leur avis. ».
On arrive enfin à al-Mas'udi qui dit vrai dans la majorité de ce qu'il rapporte[non neutre] des chrétiens en général, et des melchites en particulier. Il dit dans mourouj al-zahab wa ma'adin al-jawhar : « c'est le classement des Melchites. Ils sont le sommet et le pôle des chrétiens. Les orientaux dont les nestoriens et les jacobites sont leurs descendants. »
Les Melchites syriens utilisaient dans leurs prières l'ancienne liturgie syriaque d'Antioche. Avec le temps et la pression de Constantinople, ils remplacèrent leur liturgie par celle de Byzance. Le centre de leur chaire patriarcale était dès les premiers siècles chrétiens à Antioche. Mais au XIVe siècle, elle fut transférée à Damas où le patriarcat s'installa jusqu'à nos jours.
Ils conservèrent malgré tout le titre de patriarche d'Antioche et de tout l'Orient.
Aujourd’hui les Églises melchites ont pour héritières :
- dans le patriarcat d’Alexandrie :
  - l’Église grecque-orthodoxe d'Alexandrie (communion orthodoxe),
- dans le patriarcat d’Antioche :
  - l'Église orthodoxe d'Antioche (communion orthodoxe)
  - l'Église grecque-catholique melchite (catholique orientale).

Le terme « melchite » n'est plus utilisé que par l'Église grecque-catholique melchite souvent dénommée « l'Église melchite », sans citer « catholique », les orthodoxes ayant renoncé à la dénomination « melchite » depuis 1724. Toutefois, il semble probable que jusqu'à cette date ce terme n'ait pas été utilisé par les intéressés, servant plutôt de terme à leurs détracteurs pour les désigner de manière péjorative.